# スペースバルーン

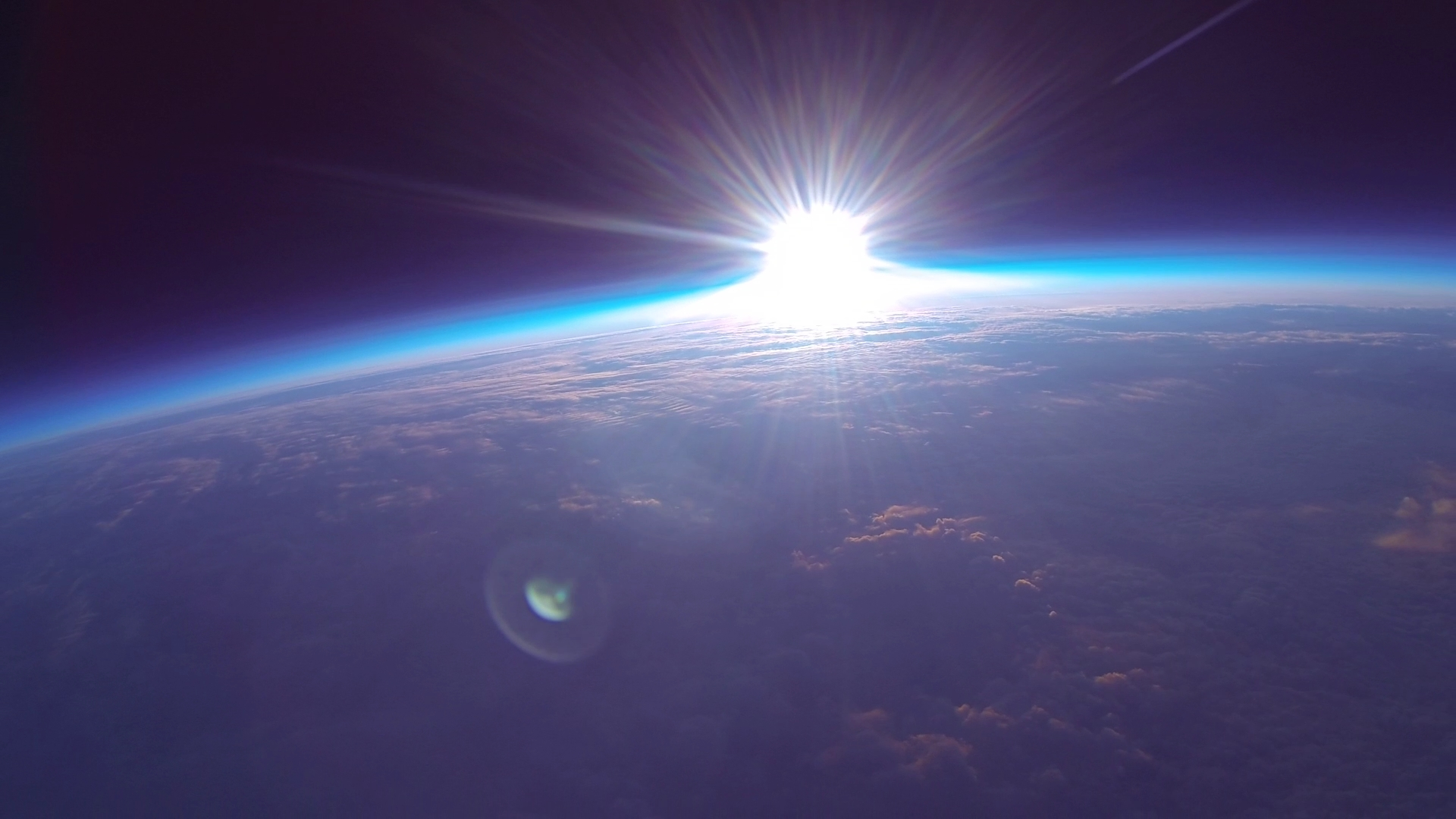
北海道上空で2014年撮影。気象観測用気球を使用。

スペースバルーン (space balloon) とは、成層圏や中間圏からの高高度気球による映像撮影を行うスカイスポーツである。
気球は上空で破裂し喪失するが、ペイロードは地球重力に引かれ地上に帰還する。帰還したペイロードを回収することで、映像を閲覧することが出来る。ロケットとは異なり気球という安価な手段を利用した装置であるため、一般人でも宇宙から地球を見下ろす映像を撮影できることから注目され、現在ではイベントや広告、実験などでも利用されている。地球大気がほとんど存在しない高度30 km（キロメートル）以上の高さから撮影することを目的に飛翔されている。気象庁の打上げしているラジオゾンデと同様に、高高度気球の一種である。
映像撮影を目的としているため、気象観測を目的とする高高度気球とは異なり、カメラ、GPS発信機が必須機材となっている。

## スペースバルーンの歴史
スペースバルーンは2006年9月9日、ケンブリッジ大学の学生により放球されたものが確認される最古のものである。
その後欧米で徐々に広まっていき、space balloonと呼ばれるスカイスポーツとして発展した。現在では世界各国、様々な団体が実施しており、世界的な大会まで存在する。

## 日本国内での動向
日本国土は山岳面積及び、森林面積比率が極めて高い。さらに、スペースバルーンはジェット気流の影響を大きく受けるため東に流れる性質があるが、日本国土が東西に短いために、海没する可能性が極めて高かった。スペースバルーンは機材回収を前提とするため、日本国内では海外以上の精度が必要になり、なかなか広まることはなかった。
日本国内で最初の例はTBS番組『飛び出せ!科学くん』2009年6月9日放送ので放送された、明星電気によって実施されたものが最古である。明星電気はラジオゾンデの製造メーカーでもある。気象観測用気球にハイビジョンカメラを搭載した装置を打上げ、上空30 kmからの映像撮影を成功させた。これが民間における日本初の成功例である。
次いで、NHKの『宇宙の渚』でJAXA大気球に搭載した全天球カメラで宇宙映像の撮影が行われた。
個人による初の成功例は、2012年9月29日に岩谷圭介の高度33 kmからの撮影である。岩谷による開発は継続されており、現在では65機の打上げを実施し国内最大の実績数を誇り、手法を広く公開している。これまでの成功例は研究機関や専門企業によるものであったが、この成功例を皮切りに小規模での実施が可能になった。
団体では、2013年6月に山梨県のkikyu.orgのスペースバルーンが高度30 kmまで上昇し、回収に成功している。映像撮影をしたか否かは不明である。
高校生によるスペースバルーンの初成功は、2014年札幌日本大学高等学校の学生により行われた。
同時期に、北野高等学校宇宙開発部の学生が成功させている。また、それより2年前の2012年11月に長野県飯田工業高等学校機械科生徒の課題研究より福井県で放たれたスペースバルーンが埼玉県内山中に落下したが回収できず成否不明となっていたが2020年11月に発見回収され、上空32kmでの映像データが確認された。

## 機材

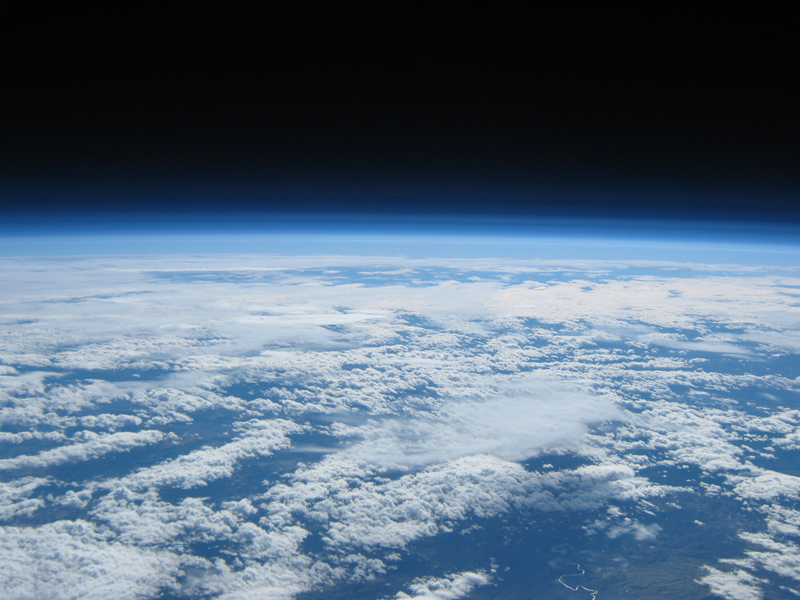
オレゴン州約30kmの上空から撮影。1500gの気象観測気球を利用。

気象観測のラジオゾンデに使用されるゴム気球を使用する。
大学の小規模な研究や個人のホビーで利用されるカメラは、比較的安価で軽量なキヤノンのPowerShot Aシリーズがよく用いられている(右の写真もPowerShot A470で撮影）。
高高度では低温のため、バッテリーの容量が減るため、注意を要する。未然にトラブルを防ぐためカメラ等の機材は予め、減圧、低温試験装置で機能を確認する必要がある。
18,000 m (59,000 ft)以上の高度では対共産圏輸出統制委員会(COCOM)規制の名残で大陸間弾道ミサイルのような用途への搭載を防ぐために一部のGPS受信機は使用できない。

## 広告として

### 2011年
- スペースバルーンプロジェクトとして、サムスンのスマートフォンSamsung Galaxy S IIの広告としてスペースバルーンが利用された。実施はアメリカの団体JPAerospace、企画は博報堂である。実施場所はアメリカのネバダ州ブラックロック砂漠であった[12]。この広告は平成23年度文化庁メディア芸術祭エンターテインメント部門で大賞を受賞した。

### 2012年
- ACジャパンテレビ・ラジオ・新聞広告の『宇宙を撮りたい、風船で。』が日本国内で実施された最初のスペースバルーンを利用した広告である[13]。

### 2014年
- ナノユニバースの店頭広告としてポイントカードを宇宙を背景に撮影。日本国内で実施されているが実施地は不明[14]。

- ミュージシャンTeddyLoidが“BLACK MOON RISING EP” 「UNDER THE BLACK MOON」トレーラー映像「2000光年のかなたに」

- WEBチラシShufooとふなっしーのコラボ企画　ふなっしーの宇宙ライブ[15]

### 2015年
- ミュージシャンPolaris / 大気圏 (Taikiken) のミュージックビデオをふうせん写真家 岩谷圭介とのコラボレーション[16]

- ルミノックスの時計の宇宙耐久実験[17]

- ファミリーマートのDREAM BALLOON PROJECT[18]

## 日本の法令による規制
日本国内で広がりを見せるスペースバルーンであるが、日本国内で実施するにあたり、日本国内法の拘束を受ける。申請を行い受理された上で実施しなくてはならない。
航空機への影響もあるため、航空法に則り、必要な関係機関と調整した後でないと実施できない。
加えて、GPS発信機が電波法に抵触する恐れがあるため、電波法に則った機材を利用しなくてはならない。
また、アマチュア無線の使用は電波法施行規則の定義するアマチュア業務の範囲外であり好ましくない。